# Mistrzostwa Europy w Koszykówce Mężczyzn 2013 (eliminacje)/Grupa C

## Tabela
| Poz. | Reprezentacja | Pkt | Mecze | Mecze | Mecze | Punkty | Punkty | Punkty |                             |
| Poz. | Reprezentacja | Pkt | M     | Z     | P     | zdob.  | str.   | bilans | bilans bezpośrednich meczów |
| ---- | ------------- | --- | ----- | ----- | ----- | ------ | ------ | ------ | --------------------------- |
| 1    | Chorwacja     | 16  | 8     | 8     | 0     | 685    | 539    | +146   |                             |
| 2    | Ukraina       | 14  | 8     | 6     | 2     | 580    | 523    | +57    |                             |
| 3    | Austria       | 11  | 8     | 3     | 5     | 601    | 589    | +12    | 1-1 (+10)                   |
| 4    | Węgry         | 11  | 8     | 3     | 5     | 593    | 619    | -31    | 1-1 (-10)                   |
| 5    | Cypr          | 8   | 8     | 0     | 8     | 445    | 634    | -189   |                             |

## Wyniki spotkań
Godziny rozpoczęcia spotkań to godziny czasu lokalnego
| 15 sierpnia 201219:00 | Ukraina                                                                  | 77:71(23:20, 16:21, 18:18, 20:12) | Węgry                                                 | Kompleks Sportowy "Meteor", Dniepropietrowsk Widzów: 5000 Sędzia: Daniel Hierrezuelo (ESP), Anastasios Piloidis (GRE), Marek Maliszewski (POL) |
| 15 sierpnia 201219:00 | Pkt:Serhij Hładyr 19 Zb:Artur Drozdow 9 As:Stiven Bertt, Serhij Hładyr 4 | 77:71(23:20, 16:21, 18:18, 20:12) | Pkt:Ádám Hanga 21 Zb:Péter Lóránt 5 As:Ákos Horváth 5 | Kompleks Sportowy "Meteor", Dniepropietrowsk Widzów: 5000 Sędzia: Daniel Hierrezuelo (ESP), Anastasios Piloidis (GRE), Marek Maliszewski (POL) |

| 15 sierpnia 201219:00 | Cypr                                                          | 86:89 (pd.)(17:22, 12:21, 22:13, 18:13, dogr. 17:20) | Austria                                                                      | Eleftheria Indoor Hall, Nikozja Widzów: 500 Sędzia: Ioannis Foufis (GRE), Igor Mitrovski (MKD), Florin Grigoras (ROU) |
| 15 sierpnia 201219:00 | Pkt:Anthony King 23 Zb:Anthony King 9 As:Andreas Sizopoulos 4 | 86:89 (pd.)(17:22, 12:21, 22:13, 18:13, dogr. 17:20) | Pkt:Jason Detrick 20 Zb:Jason Detrick, Rašid Mahalbašić 8 As:Jason Detrick 2 | Eleftheria Indoor Hall, Nikozja Widzów: 500 Sędzia: Ioannis Foufis (GRE), Igor Mitrovski (MKD), Florin Grigoras (ROU) |

| 18 sierpnia 201220:20 | Austria                                                    | 57:61(19:16, 10:16, 22:16, 6:13) | Ukraina                                                           | Multiversum, Schwechat Widzów: 600 Sędzia: Sasa Maricic (SRB), Toni Rodriguez (GER), Chris Dodds (SCO) |
| 18 sierpnia 201220:20 | Pkt:Davor Lemasić 18 Zb:Davor Lemasić 7 As:Jason Detrick 4 | 57:61(19:16, 10:16, 22:16, 6:13) | Pkt:Ołeksij Peczerow 11 Zb:Maksym Kornyjenko 8 As:Serhij Hładyr 5 | Multiversum, Schwechat Widzów: 600 Sędzia: Sasa Maricic (SRB), Toni Rodriguez (GER), Chris Dodds (SCO) |

| 18 sierpnia 201221:15 | Chorwacja                                                                     | 93:38(17:10, 23:13, 25:12, 28:3) | Cypr                                                               | Gradski Sportski Centar, Makarska Widzów: 300 Sędzia: Ademir Zurapovic (BIH), Alexandru Olaru (ROU), Uros Obrknezevic (SRB) |
| 18 sierpnia 201221:15 | Pkt:Bojan Bogdanović 17 Zb:Bojan Bogdanović 3 As:Roko-Leni Ukić, Luka Babić 5 | 93:38(17:10, 23:13, 25:12, 28:3) | Pkt:Anthony King 9 Zb:Andreas Sizopoulos 6 As:Alexandros Liatsos 2 | Gradski Sportski Centar, Makarska Widzów: 300 Sędzia: Ademir Zurapovic (BIH), Alexandru Olaru (ROU), Uros Obrknezevic (SRB) |

| 21 sierpnia 201219:00 | Węgry                                                    | 81:75(14:13, 19:25, 25:21, 23:16) | Austria                                                          | Savaria Arena, Szombathely Widzów: 2000 Sędzia: Keith Williams (ENG), Saverio Lanzarini (ITA), Zdenko Zubak (SVK) |
| 21 sierpnia 201219:00 | Pkt:Péter Lóránt 19 Zb:Péter Lóránt 10 As:Obie Trotter 5 | 81:75(14:13, 19:25, 25:21, 23:16) | Pkt:Rašid Mahalbašić 17 Zb:Rašid Mahalbašić 7 As:Jason Detrick 3 | Savaria Arena, Szombathely Widzów: 2000 Sędzia: Keith Williams (ENG), Saverio Lanzarini (ITA), Zdenko Zubak (SVK) |

| 21 sierpnia 201219:00 | Ukraina                                                           | 79:80 (pd.)(22:18, 16:18, 15:16, 16:17, dogr. 10:11) | Chorwacja                                                                      | Pałac Sportu, Kijów Widzów: 4000 Sędzia: Jose Martin (ESP), Jakub Zamojski (POL), Seffi Shemmesh (ISR) |
| 21 sierpnia 201219:00 | Pkt:Wiaczesław Krawcow 14 Zb:Ołeksij Peczerow 8 As:Stiven Bertt 4 | 79:80 (pd.)(22:18, 16:18, 15:16, 16:17, dogr. 10:11) | Pkt:Bojan Bogdanović 20 Zb:Krunoslav Simon, Luka Žorić 7 As:Bojan Bogdanović 5 | Pałac Sportu, Kijów Widzów: 4000 Sędzia: Jose Martin (ESP), Jakub Zamojski (POL), Seffi Shemmesh (ISR) |

| 24 sierpnia 201219:00 | Cypr                                                     | 47:68(10:16, 12:14, 16:15, 9:23) | Ukraina                                                            | Eleftheria Indoor Hall, Nikozja Widzów: 200 Sędzia: Petros Papapetrou (GRE), Regis Bardera (FRA), Rafael Ganiev (RUS) |
| 24 sierpnia 201219:00 | Pkt:Anthony King 13 Zb:Anthony King 14 As:Anthony King 3 | 47:68(10:16, 12:14, 16:15, 9:23) | Pkt:Dmytro Zabyrczenko 15 Zb:Maksym Kornyjenko 9 As:Stiven Bertt 3 | Eleftheria Indoor Hall, Nikozja Widzów: 200 Sędzia: Petros Papapetrou (GRE), Regis Bardera (FRA), Rafael Ganiev (RUS) |

| 24 sierpnia 201220:00 | Chorwacja                                                                                    | 89:65(20:14, 27:18, 20:18, 22:15) | Węgry                                                 | Arena of Drava Visual, Osijek Widzów: 3000 Sędzia: Robert Lottermoser (GER), Elias Koromilas (GRE), Andrej Jersan (SLO) |
| 24 sierpnia 201220:00 | Pkt:Roko-Leni Ukić 18 Zb:Krunoslav Simon, Lukša Andrić 5 As:Krunoslav Simon, Rok Stipčević 4 | 89:65(20:14, 27:18, 20:18, 22:15) | Pkt:Ádám Hanga 19 Zb:Péter Lóránt 6 As:Obie Trotter 5 | Arena of Drava Visual, Osijek Widzów: 3000 Sędzia: Robert Lottermoser (GER), Elias Koromilas (GRE), Andrej Jersan (SLO) |

| 27 sierpnia 201219:00 | Węgry                                                                 | 77:64(21:21, 18:9, 26:20, 12:14) | Cypr                                                                                       | Lauber Dezső Sports Hall, Pecz Widzów: 3000 Sędzia: Robert Vyklicky (CZE), Markos Michaelides (SUI), Marin Mehandjiev (BUL) |
| 27 sierpnia 201219:00 | Pkt:Péter Lóránt 25 Zb:Péter Lóránt, Obie Trotter 7 As:Obie Trotter 4 | 77:64(21:21, 18:9, 26:20, 12:14) | Pkt:Panagiotis Trisokkas 20 Zb:Panagiotis Trisokkas, Anthony King 9 As:Christopher Razis 5 | Lauber Dezső Sports Hall, Pecz Widzów: 3000 Sędzia: Robert Vyklicky (CZE), Markos Michaelides (SUI), Marin Mehandjiev (BUL) |

| 27 sierpnia 201220:20 | Austria                                                            | 75:82(23:20, 12:24, 23:16, 17:22) | Chorwacja                                                       | Multiversum, Schwechat Widzów: 1100 Sędzia: Mauro Pozzana (ITA), Aleksandar Milojevic (MKD), Petr Hrusa (CZE) |
| 27 sierpnia 201220:20 | Pkt:Rašid Mahalbašić 21 Zb:Rašid Mahalbašić 6 As:Moritz Lanegger 4 | 75:82(23:20, 12:24, 23:16, 17:22) | Pkt:Bojan Bogdanović 19 Zb:Damir Markota 10 As:Roko-Leni Ukić 7 | Multiversum, Schwechat Widzów: 1100 Sędzia: Mauro Pozzana (ITA), Aleksandar Milojevic (MKD), Petr Hrusa (CZE) |

| 30 sierpnia 201219:00 | Węgry                                                   | 76:78(15:18, 15:19, 21:20, 25:21) | Ukraina                                                                   | Lauber Dezső Sports Hall, Pecz Widzów: 2500 Sędzia: Juris Kokainis (LAT), Georgios Tanatzis (GRE), Branislav Mrdak (SRB) |
| 30 sierpnia 201219:00 | Pkt:Obie Trotter 19 Zb:Miklós Szabó 6 As:Obie Trotter 5 | 76:78(15:18, 15:19, 21:20, 25:21) | Pkt:Serhij Hładyr 17 Zb:Kyrył Natiażko 9 As:Stiven Bertt, Serhij Hładyr 9 | Lauber Dezső Sports Hall, Pecz Widzów: 2500 Sędzia: Juris Kokainis (LAT), Georgios Tanatzis (GRE), Branislav Mrdak (SRB) |

| 30 sierpnia 201220:20 | Austria                                                                          | 77:52(24:14, 14:8, 19:22, 20:8) | Cypr                                                                | Multiversum, Schwechat Widzów: 350 Sędzia: Emilio Perez (ESP), Boris Gabara (SVK), Anastasios Manos (GRE) |
| 30 sierpnia 201220:20 | Pkt:Thomas Klepeisz 15 Zb:Rašid Mahalbašić, Moritz Lanneger 6 As:Jason Detrick 5 | 77:52(24:14, 14:8, 19:22, 20:8) | Pkt:Andreas Sizopoulos 12 Zb:Anthony King 11 As:Christopher Razis 3 | Multiversum, Schwechat Widzów: 350 Sędzia: Emilio Perez (ESP), Boris Gabara (SVK), Anastasios Manos (GRE) |

| 2 września 201216:00 | Ukraina                                                         | 68:57(19:14, 20:18, 13:18, 16:7) | Austria                                                    | Sports Palace Galychyna, Lwów Widzów: 1100 Sędzia: Tomasz Trawicki (POL), Aliaksandr Syrytsa (BLR), Zafer Yilmaz (TUR) |
| 2 września 201216:00 | Pkt:Serhij Hładyr 17 Zb:Maksym Kornyjenko 12 As:Serhij Hładyr 5 | 68:57(19:14, 20:18, 13:18, 16:7) | Pkt:Davor Lamesić 13 Zb:Davor Lamesić 8 As:Davor Lamesić 2 | Sports Palace Galychyna, Lwów Widzów: 1100 Sędzia: Tomasz Trawicki (POL), Aliaksandr Syrytsa (BLR), Zafer Yilmaz (TUR) |

| 2 września 201219:00 | Cypr                                                          | 49:98(17:18, 14:22, 16:25, 2:33) | Chorwacja                                                                                                | Eleftheria Indoor Hall, Nikozja Widzów: 300 Sędzia: Ivo Dolinek (CZE), Marius Ciulin (ROU), Erez Gurion (ISR) |
| 2 września 201219:00 | Pkt:Anthony King 20 Zb:Anthony King 9 As:Alexandras Liatsos 1 | 49:98(17:18, 14:22, 16:25, 2:33) | Pkt:Krunoslav Simon, Lukša Andrić 16 Zb:Lukša Andrić, Dario Šarić 7 As:Roko-Leni Ukić, Krunoslav Simon 5 | Eleftheria Indoor Hall, Nikozja Widzów: 300 Sędzia: Ivo Dolinek (CZE), Marius Ciulin (ROU), Erez Gurion (ISR) |

| 5 września 201220:00 | Chorwacja                                                | 84:80(20:25, 28:10, 15:20, 21:25) | Ukraina                                                       | Sports Hall Vijus, Slavonski Brod Widzów: 2200 Sędzia: Luigi Lamonica (ITA), Jurgis Laurinavicius (LTU), Benjamin Barth (GER) |
| 5 września 201220:00 | Pkt:Lukša Andrić 16 Zb:Dario Šarić 8 As:Roko-Leni Ukić 6 | 84:80(20:25, 28:10, 15:20, 21:25) | Pkt:Stiven Bertt 22 Zb:Wiaczesław Krawcow 6 As:Stiven Bertt 7 | Sports Hall Vijus, Slavonski Brod Widzów: 2200 Sędzia: Luigi Lamonica (ITA), Jurgis Laurinavicius (LTU), Benjamin Barth (GER) |

| 5 września 201220:20 | Austria                                                            | 97:81(27:15, 23:23, 26:25, 21:18) | Węgry                                                 | Multiversum, Schwechat Widzów: 500 Sędzia: Charalampos Karakatsounis (GRE), Milan Brziak (SVK), Vladan Sundic (MNE) |
| 5 września 201220:20 | Pkt:Rašid Mahalbašić 21 Zb:Thomas Schreiner 9 As:Moritz Lanegger 6 | 97:81(27:15, 23:23, 26:25, 21:18) | Pkt:Ádám Hanga 20 Zb:Péter Lóránt 8 As:Obie Trotter 4 | Multiversum, Schwechat Widzów: 500 Sędzia: Charalampos Karakatsounis (GRE), Milan Brziak (SVK), Vladan Sundic (MNE) |

| 8 września 201216:00 | Ukraina                                                                         | 69:51(18:13, 10:14, 13:10, 28:14) | Cypr                                                                           | Hala "Olymp", Jużne Widzów: 1200 Sędzia: Fernando Rocha (POR), Alexey Davydov (RUS), Tomas Lukac (SVK) |
| 8 września 201216:00 | Pkt:Stiven Bertt 13 Zb:Kyrył Natiażko 13 As:Artur Drozdow, Dmytro Zabyrczenko 3 | 69:51(18:13, 10:14, 13:10, 28:14) | Pkt:Panagiotis Trisokkas 15 Zb:Panagiotis Trisokkas 10 As:Andreas Sizopoulos 4 | Hala "Olymp", Jużne Widzów: 1200 Sędzia: Fernando Rocha (POR), Alexey Davydov (RUS), Tomas Lukac (SVK) |

| 11 września 201218:00 | Chorwacja                                                 | 78:74(24:17, 20:15, 21:21, 13:21) | Austria                                                                      | Gradska Sportska Dvorana, Crikvenica Widzów: 500 Sędzia: Spyridon Gontas (GRE), Rüstü Nuran (TUR), Alexey Davydov (RUS) |
| 11 września 201218:00 | Pkt:Roko-Leni Ukić 16 Zb:Luka Žorić 9 As:Roko-Leni Ukić 3 | 78:74(24:17, 20:15, 21:21, 13:21) | Pkt:Jason Detrick 19 Zb:Davor Lamesić 7 As:Rašid Mahalbašić, Davor Lamesić 4 | Gradska Sportska Dvorana, Crikvenica Widzów: 500 Sędzia: Spyridon Gontas (GRE), Rüstü Nuran (TUR), Alexey Davydov (RUS) |

| 11 września 201319:00 | Cypr                                                                | 58:63(20:6, 11:23, 7:17, 20:17) | Węgry                                                   | Eleftheria Indoor Hall, Nikozja Widzów: 150 Sędzia: Daniel Hierrezuelo (ESP), Chrisostomos Schinas (GRE), Bernard Vassallo (MLT) |
| 11 września 201319:00 | Pkt:Andreas Sizopoulos 15 Zb:Anthony King 12 As:Christopher Razis 5 | 58:63(20:6, 11:23, 7:17, 20:17) | Pkt:Péter Lóránt 13 Zb:Péter Lóránt 9 As:Obie Trotter 7 | Eleftheria Indoor Hall, Nikozja Widzów: 150 Sędzia: Daniel Hierrezuelo (ESP), Chrisostomos Schinas (GRE), Bernard Vassallo (MLT) |